# Thierry Bin
Thierry Chanthacheary Bin (Villepinte, 1º giugno 1991) è un calciatore francese naturalizzato cambogiano, centrocampista del Svay Rieng e della nazionale cambogiana.

## Carriera

### Club
È cresciuto nel settore giovanile dello Strasburgo. Ha firmato il suo primo contratto con il CS Brétigny nel 2008. Dopo aver giocato con alcune società semiprofessionistiche francesi come il Saint-Jean-le-Blanc e l'Aubervilliers, nel 2012 si è trasferito ai cambogiani del Phnom Penh Crown. Con il club di Phnom Penh ha vinto il campionato nel 2014 e nel 2015. Dopo aver collezionato 54 partite e 9 reti, nel 2017 si è trasferito ai thailandesi del Krabi, in seconda divisione. In seguito è stato girato in prestito all'Electricite du Cambodge, altro club della massima serie cambogiana. Nel 2018 ha firmato un contratto con i malesi del Terengganu, dove ha giocato 50 partite nella massima serie locale. Alla fine del 2019 si è trasferito al Sukhothai, formazione militante nella massima serie thailandese. Dopo non aver giocato nessuna partita, a gennaio ha rescisso il contratto. Alla fine di gennaio 2020 è tornato in Malaysia, firmando un contratto con il Perak, sempre in massima serie. Dopo aver giocato 8 partite di campionato, nel dicembre 2020 si è trasferito nuovamente in Cambogia, accasandosi al Visakha.

### Nazionale
Nel 2007, ha giocato una partita con la nazionale francese Under-17. Nel 2013 ha giocato 8 partite con la nazionale cambogiana Under-23. Dal 2015 fa parte della nazionale cambogiana. Ha esordito in nazionale il 17 marzo 2015 in una gara di qualificazione ai Mondiali contro il Macao al Macau Olympic Complex a Macao.

## Statistiche

### Cronologia presenze e reti in nazionale
| Cronologia completa delle presenze e delle reti in nazionale ― Cambogia | Cronologia completa delle presenze e delle reti in nazionale ― Cambogia | Cronologia completa delle presenze e delle reti in nazionale ― Cambogia | Cronologia completa delle presenze e delle reti in nazionale ― Cambogia | Cronologia completa delle presenze e delle reti in nazionale ― Cambogia | Cronologia completa delle presenze e delle reti in nazionale ― Cambogia | Cronologia completa delle presenze e delle reti in nazionale ― Cambogia | Cronologia completa delle presenze e delle reti in nazionale ― Cambogia |
| Data                                                                    | Città                                                                   | In casa                                                                 | Risultato                                                               | Ospiti                                                                  | Competizione                                                            | Reti                                                                    | Note                                                                    |
| ----------------------------------------------------------------------- | ----------------------------------------------------------------------- | ----------------------------------------------------------------------- | ----------------------------------------------------------------------- | ----------------------------------------------------------------------- | ----------------------------------------------------------------------- | ----------------------------------------------------------------------- | ----------------------------------------------------------------------- |
| 8-6-2022                                                                | Calcutta                                                                | India                                                                   | 2 – 0                                                                   | Cambogia                                                                | Qual. Coppa d'Asia 2023                                                 | -                                                                       |                                                                         |
| Totale                                                                  |                                                                         | Presenze                                                                | 1                                                                       |                                                                         | Reti                                                                    | 0                                                                       |                                                                         |

## Palmarès

### Club

#### Competizioni nazionali
- Campionato cambogiano: 2

Phnom Penh Crown: 2014, 2015